# Onithochiton societatis
Onithochiton societatis är en blötdjursart som beskrevs av Thiele 1910. Onithochiton societatis ingår i släktet Onithochiton och familjen Chitonidae. Inga underarter finns listade i Catalogue of Life.